# Какумяэ (Ляэне-Вирумаа)
Ка́кумяэ (эст. Kakumäe) — деревня в волости Винни уезда Ляэне-Вирумаа, Эстония.

## География и описание
Расположена в 7 километрах от уездного центра — города Раквере — и в 2 километрах от волостного центра — посёлка Паюсти. Высота над уровнем моря — 106 метров.
Климат умеренный. Официальный язык — эстонский. Почтовый индекс — 46621.

## Население
По данным переписи населения 2021 года, в Какумяэ насчитывалось 64 жителя, из них 58 (90,6 %) — эстонцы.
По данным переписи населения 2011 года, в деревне проживали 78 человек, из них 75 (96,2 %) — эстонцы.
Численность населения деревни Какумяэ по данным Департамента статистики:
| Год  | 2000 | 2003 | 2005 | 2007 | 2010 | 2011 | 2012 | 2018 | 2019 | 2020 | 2021 |
| ---- | ---- | ---- | ---- | ---- | ---- | ---- | ---- | ---- | ---- | ---- | ---- |
| Чел. | 96   | ↘ 86 | ↘ 83 | → 83 | ↗ 92 | ↘ 78 | ↗ 87 | ↘ 70 | ↗ 71 | → 71 | ↘ 64 |

## История
Официально Какумяэ стала деревней с 1997 года, до этого была часть посёлка Паюсти. Планировка поселения началась в 1974 году.

## Инфраструктура
В деревне есть центральное водоснабжение, система уличного освещения, установлена мачта мобильной телефонной связи.